# Protodasyapha infumata
Protodasyapha infumata är en tvåvingeart som först beskrevs av Philippi 1865.  Protodasyapha infumata ingår i släktet Protodasyapha och familjen bromsar. Inga underarter finns listade i Catalogue of Life.